# Wang Zhenyi (cràter)
Wang Zhenyi és un cràter d'impacte en el planeta Venus de 23,4 km de diàmetre. Porta el nom de Wang Zhenyi (1768-1797), astrònoma i geofísica xinesa, i el seu nom va ser aprovat per la Unió Astronòmica Internacional el 1994.